# Грос, Мария Луиза
Мария Луиза «Мала» Грос (нем. Maria Luisa «Mala» Grohs; род. 13 июня 2001, Мюнстер, Северный Рейн-Вестфалия) — немецкая футболистка, вратарь клуба «Бавария».

## Клубная карьера

### Молодёжная
Будучи подростком, Грос играла за местный клуб «Гивенбек».
В 2016 году Грохс присоединилась к молодёжной команде Бохум, где она сыграла 17 игр в юниорской Бундеслиге. В конце сезона 2016/2017 команда вылетела в юниорскую Региональную лигу «Запад». Грос играла за «Бохум» в течение следующих 2 сезонов.

### Профессиональная

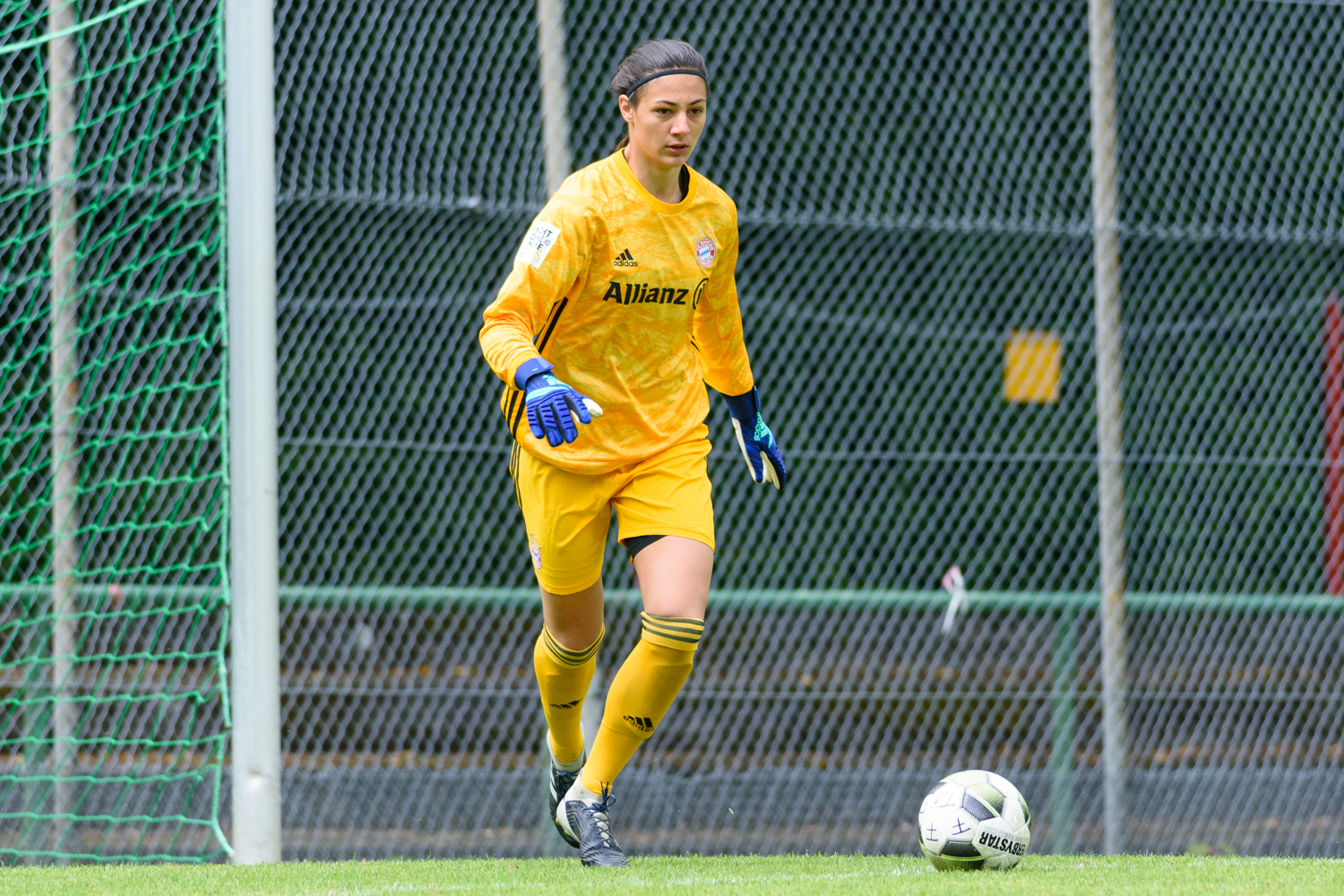
Мала в составе «Баварии» в 2019 году

#### «Бавария» II
В сезоне 2019/2020 Грос перешла в клуб «Бавария» из женской Бундеслиги. Сначала Грос играла за дубль мюнхенской команды во Второй Бундеслиге. Она дебютировала 11 августа 2019 года в победном матче против дубля «Айнтрахта» (4:1).

#### «Бавария»
30 января 2021 года Грос дебютировала в основном составе команды в матче 1/8 финала Кубка Германии, в котором «Бавария» победила «Вальддёрфер» со счетом 13:0.
17 апреля 2021 года дебютировала в женской Бундеслиге, проиграв «Хоффенхайму» со счетом 2:3.
В начале сезона 2022/2023 стала основным вратарем мюнхенской команды, выходя в стартовом составе во всех играх. 27 октября 2022 года в матче против лиссабонской «Бенфики» на групповом этапе Лиги чемпионов при счете 2:2 на 89-й минуте Грос отразила пенальти, а несколько минут спустя Джорджия Стануэй забила победный гол и сделала окончательный счёт 3:2.

## Карьера за сборную
С 2017 года Грос была игроком юношеских составов сборных Германии. Кроме того, с 2015 по 2018 года она играла под руководством Вестфальской ассоциации футбола и лёгкой атлетики в национальном Кубке.
16 февраля 2017 года Грос дебютировала за сборную Германии (до 16 лет) в матче против сборной Португалии (до 16 лет), который завершился победой со счётом 2:1. Четыре дня спустя она сыграла в матче против сборной Нидерландов (до 16 лет), который завершился поражением со счетом 0:2.
29 ноября 2017 года дебютировала за сборную Германии (до 17 лет), одержав победу со счётом 4:1 над сборной Финляндии (до 17 лет).
С 30 августа 2019 года по 9 марта 2020 года Грос приняла участие в 6 матчах за сборную Германии (до 19 лет).
В сентябре 2022 года Грос впервые была вызвана на сборы национальной сборной Германии.

## Личная жизнь
Грос учится на бакалавра в Мюнхенском техническом университете; её первоначальным выбором была аэрокосмическая инженерия, но в итоге она поступила на машиностроение. В интервью Грос упомянула, что она попыталась бы попасть в космическую программу ЕКА и тренироваться в качестве астронавта, если бы не стала профессиональной футболисткой. В ноябре 2024 года она опубликовала, что у неё диагностировали злокачественную опухоль, и поэтому будет отсутствовать в команде на неопределённый срок. В результате её контракт был продлен ещё на год, до 2026 года. В декабре Грос и «Бавария» объявили, что все медицинские меры прошли успешно и она сможет снова начать тренироваться в январе. Она вернулась к тренировкам с командой в январе 2025 года.

## Статистика
:
| Клуб       | Сезон      | Лига              | Лига  | Лига | Кубок | Кубок | Континент | Континент | Другое | Другое | Итог  | Итог |
| Клуб       | Сезон      | Дивизион          | Матчи | Голы | Матчи | Голы  | Матчи     | Голы      | Матчи  | Голы   | Матчи | Голы |
| ---------- | ---------- | ----------------- | ----- | ---- | ----- | ----- | --------- | --------- | ------ | ------ | ----- | ---- |
| Бавария II | 2019/20    | Вторая Бундеслига | 10    | 0    | —     | —     | —         | —         | –      | –      | 10    | 0    |
| Бавария II | 2020/21    | Вторая Бундеслига | 3     | 0    | —     | —     | —         | —         | –      | –      | 3     | 0    |
| Бавария II | 2021/22    | Вторая Бундеслига | 9     | 0    | —     | —     | —         | —         | –      | –      | 9     | 0    |
| Бавария II | Итог       | Итог              | 22    | 0    | —     | —     | —         | —         | —      | —      | 22    | 0    |
| Бавария    | 2020/21    | Бундеслига        | 2     | 0    | 1     | 0     | 0         | 0         | –      | –      | 3     | 0    |
| Бавария    | 2022/23    | Бундеслига        | 21    | 0    | 4     | 0     | 10        | 0         | –      | –      | 35    | 0    |
| Бавария    | 2023/24    | Бундеслига        | 21    | 0    | 3     | 0     | 6         | 0         | –      | –      | 30    | 0    |
| Бавария    | 2024/25    | Бундеслига        | 8     | 0    | 0     | 0     | 3         | 0         | 1      | 0      | 12    | 0    |
| Бавария    | Итог       | Итог              | 52    | 0    | 8     | 0     | 19        | 0         | 1      | 0      | 80    | 0    |
| Общий итог | Общий итог | Общий итог        | 74    | 0    | 8     | 0     | 19        | 0         | 1      | 0      | 102   | 0    |

1. ↑  Матчи в Лиге чемпионов
2. ↑  Включая Суперкубок Германии[англ.]

## Достижения

### «Бавария»
- Чемпионка Германии: 2020/21, 2022/23[25], 2023/24[26]
- Обладательница Суперкубка Германии[англ.]: 2024[27]